# Jusix
Jusix est une commune du Sud-Ouest de la France, située dans le département de Lot-et-Garonne, en région Nouvelle-Aquitaine.

## Géographie

### Localisation
Située en rive droite (nord), dans un large un méandre convexe de la Garonne, la commune est limitrophe du département de la Gironde.
Elle se trouve à 73 km au nord-ouest d'Agen, chef-lieu du département, à 14 km à l'ouest - nord-ouest de Marmande, chef-lieu d'arrondissement et à 15 km au nord de Meilhan-sur-Garonne, chef-lieu de canton.

### Communes limitrophes
Jusix  est limitrophe de sept autres communes dont trois en Gironde. Les communes limitrophes sont comme Jusix, sur la rive droite de la Garonne. Lamothe-Landerron, Saint-Martin-Petit, Sainte-Bazeille, Bourdelles et Mongauzy Celles de Couthures-sur-Garonne et Meilhan-sur-Garonne sont sur la rive gauche.
| Mongauzy (Gironde)   | Lamothe-Landerron (Gironde) | Saint-Martin-Petit    |
| Bourdelles (Gironde) | Jusix                       | Sainte-Bazeille       |
|                      | Meilhan-sur-Garonne         | Couthures-sur-Garonne |

### Climat
Pour des articles plus généraux, voir Climat de la Nouvelle-Aquitaine et Climat de Lot-et-Garonne.
Historiquement, la commune est exposée à un climat océanique aquitain.  
En 2020, Météo-France publie une typologie des climats de la France métropolitaine dans laquelle la commune est exposée à un climat océanique et est dans la région climatique Aquitaine, Gascogne, caractérisée par une pluviométrie abondante au printemps, modérée en automne, un faible ensoleillement au printemps, un été chaud (19,5 °C), des vents faibles, des brouillards fréquents en automne et en hiver et des orages fréquents en été (15 à 20 jours).
Pour la période 1971-2000, la température annuelle moyenne est de 12,9 °C, avec une amplitude thermique annuelle de 15 °C. Le cumul annuel moyen de précipitations est de 815 mm, avec 11,8 jours de précipitations en janvier et 6,5 jours en juillet. Pour la période 1991-2020, la température moyenne annuelle observée sur la station météorologique la plus proche, située sur la commune de Saint-Sulpice-de-Pommiers à 19 km à vol d'oiseau, est de 13,8 °C et le cumul annuel moyen de précipitations est de 764,8 mm,. Pour l'avenir, les paramètres climatiques de la commune estimés pour 2050 selon différents scénarios d’émission de gaz à effet de serre sont consultables sur un site dédié publié par Météo-France en novembre 2022.

## Urbanisme

### Typologie
Au 1er janvier 2024, Jusix est catégorisée commune rurale à habitat très dispersé, selon la nouvelle grille communale de densité à sept niveaux définie par l'Insee en 2022.
Elle est située hors unité urbaine. Par ailleurs la commune fait partie de l'aire d'attraction de Marmande, dont elle est une commune de la couronne,. Cette aire, qui regroupe 48 communes, est catégorisée dans les aires de 50 000 à moins de 200 000 habitants,.

### Occupation des sols

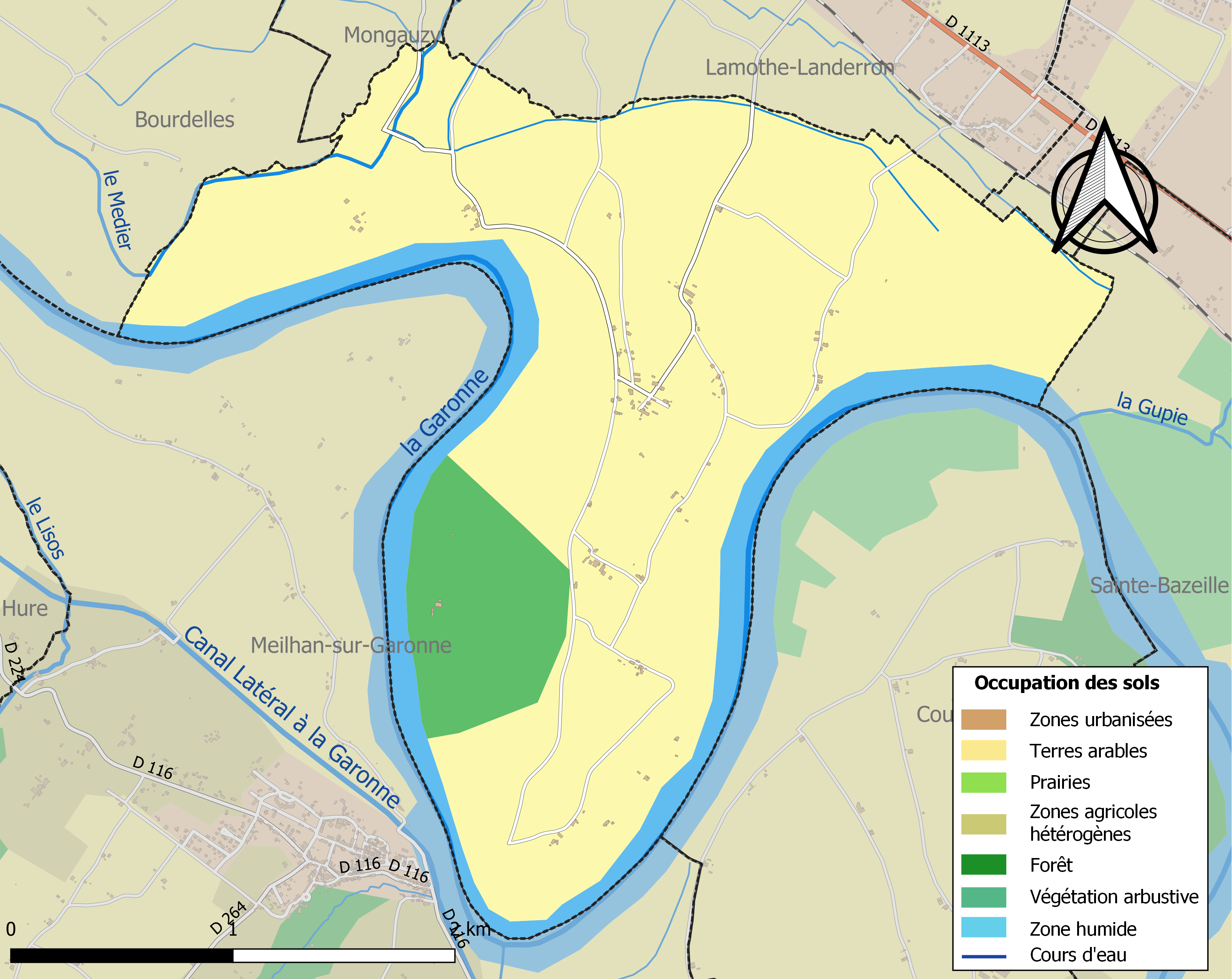
Carte des infrastructures et de l'occupation des sols de la commune en 2018 (CLC).

L'occupation des sols de la commune, telle qu'elle ressort de la base de données européenne d’occupation biophysique des sols Corine Land Cover (CLC), est marquée par l'importance des territoires agricoles (79,1 % en 2018), une proportion identique à celle de 1990 (79,1 %). La répartition détaillée en 2018 est la suivante : 
terres arables (79,1 %), eaux continentales (12,1 %), forêts (8,8 %). L'évolution de l’occupation des sols de la commune et de ses infrastructures peut être observée sur les différentes représentations cartographiques du territoire : la carte de Cassini (XVIIIe siècle), la carte d'état-major (1820-1866) et les cartes ou photos aériennes de l'IGN pour la période actuelle (1950 à aujourd'hui).

### Voies de communication et transports
- Routes vicinales et passage obligé par le territoire communal de Lamothe-Landerron où passe l'ancienne route nationale 113  (La Réole-Marmande), départementale girondine D 1113 ou lot-et-garonnaise D 813.
- Passage sur la rive gauche de la Garonne par le pont de Couthures-sur-Garonne sur la route départementale D 3 en passant par Sainte-Bazeille ou par le pont sur la route départementale girondine D 9 entre Bourdelles et Fontet.
- Autoroutes A62 et A65.
- Gare de Lamothe-Landerron à 3 km vers le nord.

### Risques majeurs
Le territoire de la commune de Jusix est vulnérable à différents aléas naturels : météorologiques (tempête, orage, neige, grand froid, canicule ou sécheresse), inondations, mouvements de terrains et séisme (sismicité très faible). Il est également exposé à un risque technologique, la rupture d'un barrage. Un site publié par le BRGM permet d'évaluer simplement et rapidement les risques d'un bien localisé soit par son adresse soit par le numéro de sa parcelle.

#### Risques naturels
La commune fait partie du territoire à risques importants d'inondation (TRI) de Tonneins et Marmande, regroupant 19 communes concernées par un risque de débordement de la Garonne, un des 18 TRI qui ont été arrêtés fin 2012 sur le bassin Adour-Garonne. Les événements antérieurs à 2014 les plus significatifs sont les crues de 1770, 1875, 1930 et 1952. Des cartes des surfaces inondables ont été établies pour trois scénarios : fréquent (crue de temps de retour de 10 ans à 30 ans), moyen (temps de retour de 100 ans à 300 ans) et extrême (temps de retour de l'ordre de 1 000 ans, qui met en défaut tout système de protection). La commune a été reconnue en état de catastrophe naturelle au titre des dommages causés par les inondations et coulées de boue survenues en 1982, 1983, 1999, 2009, 2019 et 2021,.
Les mouvements de terrains susceptibles de se produire sur la commune sont des glissements de terrain.

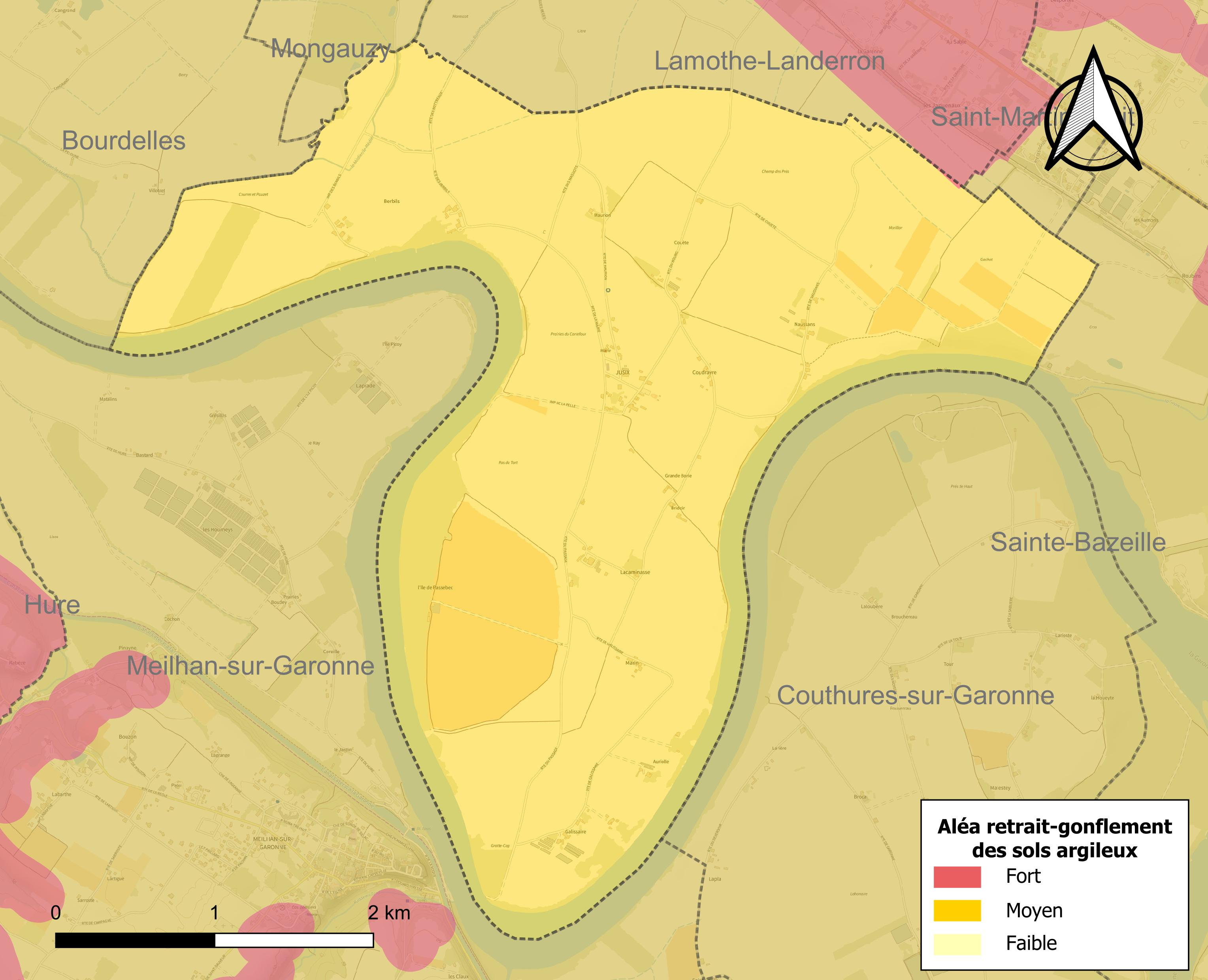
Carte des zones d'aléa retrait-gonflement des sols argileux de Jusix.

Le retrait-gonflement des sols argileux est susceptible d'engendrer des dommages importants aux bâtiments en cas d’alternance de périodes de sécheresse et de pluie. La totalité de la commune est en aléa moyen ou fort (91,8 % au niveau départemental et 48,5 % au niveau national). Depuis le 1er octobre 2020, en application de la loi ELAN, différentes contraintes s'imposent aux vendeurs, maîtres d'ouvrages ou constructeurs de biens situés dans une zone classée en aléa moyen ou fort,.
Concernant les mouvements de terrains, la commune a été reconnue en état de catastrophe naturelle au titre des dommages causés par la sécheresse en 2011 et par des mouvements de terrain en 1999.

#### Risque technologique
La commune est en outre située en aval des barrages de Grandval dans le Cantal et de Sarrans en Aveyron, des ouvrages de classe A. À ce titre elle est susceptible d’être touchée par l’onde de submersion consécutive à la rupture de cet ouvrage.

## Toponymie
La commune doit son nom aux « fonds de Justius », territoires donnés aux légionnaires lors de leur retraite.
Le nom est Jusitz en gascon.
Les habitants en sont les Jusiquais.

## Histoire

### Roche mystérieuse

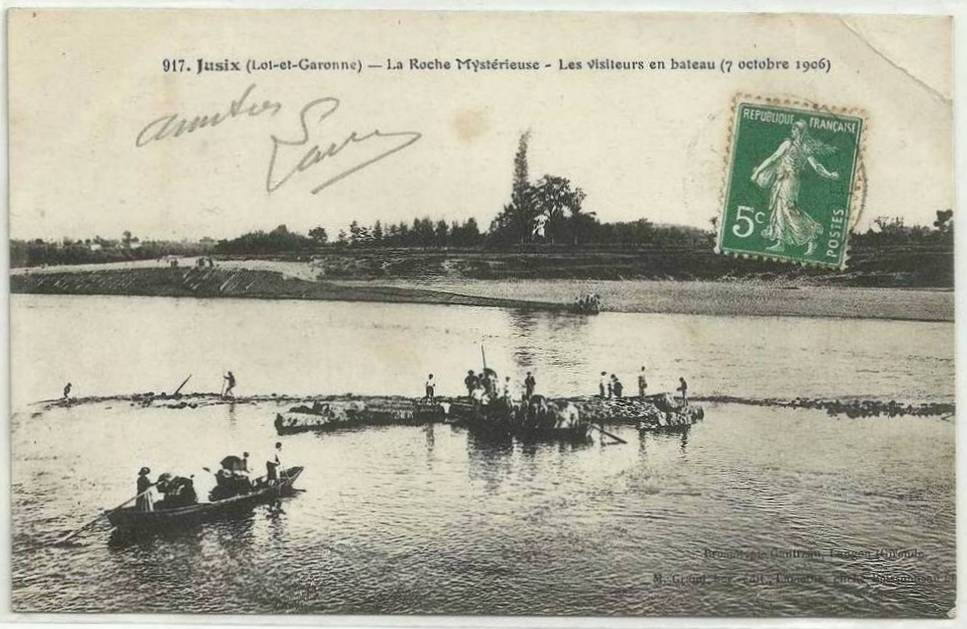
Cliché du 7 octobre 1906.

Un vague de sécheresse exceptionnelle frappe l'Europe de l'Ouest du 25 mai à fin juin 1906. Des températures de 34 °C sont relevées à Lyon, Clermont-Ferrand et Toulouse et de 35 °C à Perpignan ; il ne tombe, en juin, que 9 mm de pluie à Paris, 5 mm à Nantes et 1 mm à Lyon. Après un mois de juillet fort orageux, à nouveau, en août et septembre, une grande sécheresse sévit, surtout sur la moitié sud du pays ; de très fortes chaleurs sont observées le 2 août, par exemple, avec un maximum de 39 °C à Bordeaux, 38 °C à Clermont-Ferrand et Angers, 37 °C à Lyon et 35 °C à Paris ; d’autres chaleurs exceptionnelles se produisent début septembre.

À Jusix, la Garonne atteint un niveau si bas qu'un fond rocheux apparaît au milieu du fleuve : on lui donne le nom de « roche mystérieuse » et l'on vient rendre visite à cette apparition pour le moins surprenante ; on organise même des visites en bateau pour s'en approcher et y poser le pied.

C'est cet événement qui est repris par Serge Hubert en 1990 lorsqu'il ajoute, sur le blason de la commune, un rocher émergeant de la rivière en pointe de l'écu et portant l’inscription : « 1906, quand je t’ai vue… ».

Le texte entier est : « Quand je t’ai vue, j’ai pleuré, quand je te reverrai, je pleurerai », allusion à la misère due à la sécheresse de cette année 1906.

## Politique et administration
| Période                                  | Période   | Identité        | Étiquette      | Qualité                                                                       |
| ---------------------------------------- | --------- | --------------- | -------------- | ----------------------------------------------------------------------------- |
| Les données manquantes sont à compléter. |           |                 |                |                                                                               |
|                                          |           |                 |                |                                                                               |
| mars 1971                                | mars 2008 | René Reynaud    | PCF            | Retraité agricole                                                             |
| mars 2008                                | mai 2020  | Michel Guignan  | DVD            |                                                                               |
| mai 2020                                 | En cours  | Laurent Capelle | Sans Etiquette | Conseiller Départemental du Canton des Coteaux de Guyenne depuis octobre 2023 |

## Démographie
L'évolution du nombre d'habitants est connue à travers les recensements de la population effectués dans la commune depuis 1800. Pour les communes de moins de 10 000 habitants, une enquête de recensement portant sur toute la population est réalisée tous les cinq ans, les populations de référence des années intermédiaires étant quant à elles estimées par interpolation ou extrapolation. Pour la commune, le premier recensement exhaustif entrant dans le cadre du nouveau dispositif a été réalisé en 2004.

En 2022, la commune comptait 94 habitants, en évolution de −23,58 % par rapport à 2016 (Lot-et-Garonne : −0,18 %, France hors Mayotte : +2,11 %).
| 1800 | 1806 | 1821 | 1831 | 1836 | 1841 | 1846 | 1851 | 1856 |
| ---- | ---- | ---- | ---- | ---- | ---- | ---- | ---- | ---- |
| 425  | 593  | 606  | 598  | 606  | 604  | 603  | 600  | 536  |

| 1861 | 1866 | 1872 | 1876 | 1881 | 1886 | 1891 | 1896 | 1901 |
| ---- | ---- | ---- | ---- | ---- | ---- | ---- | ---- | ---- |
| 496  | 497  | 439  | 378  | 371  | 378  | 366  | 327  | 302  |

| 1906 | 1911 | 1921 | 1926 | 1931 | 1936 | 1946 | 1954 | 1962 |
| ---- | ---- | ---- | ---- | ---- | ---- | ---- | ---- | ---- |
| 302  | 295  | 276  | 244  | 244  | 235  | 259  | 256  | 256  |

| 1968 | 1975 | 1982 | 1990 | 1999 | 2004 | 2006 | 2009 | 2014 |
| ---- | ---- | ---- | ---- | ---- | ---- | ---- | ---- | ---- |
| 200  | 173  | 141  | 134  | 114  | 117  | 118  | 111  | 122  |

| 2019 | 2022 | - | - | - | - | - | - | - |
| ---- | ---- | - | - | - | - | - | - | - |
| 102  | 94   | - | - | - | - | - | - | - |

## Culture locale et patrimoine

### Lieux et monuments
- L'église paroissiale de la Décollation-de-Saint-Jean-Baptiste de Jusix actuelle date du début du XIXe siècle, construite en style néo-gothique avec les matériaux de l'ancienne église datant du Moyen Âge, démantelée en raison des inondations répétitives dues aux crues de la Garonne toute proche[32]. Elle est inscrite à l'Inventaire général du patrimoine culturel[33].
- Église Saint-Jean-Baptiste de Jusix. Elle est inscrite à l'Inventaire général du patrimoine culturel[34].

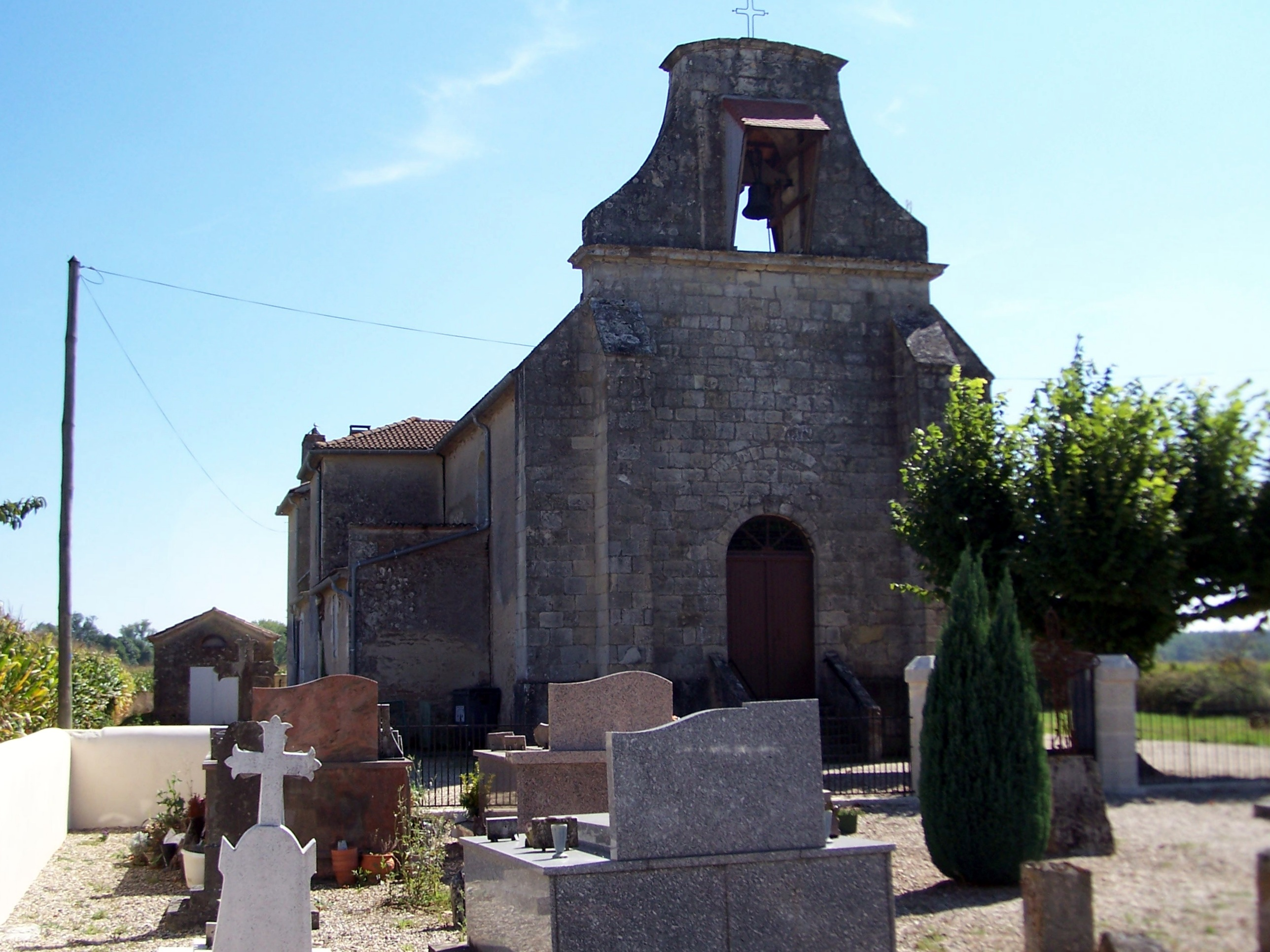
L'église de la Décollation-de-Saint-Jean-Baptiste (sept. 2014).
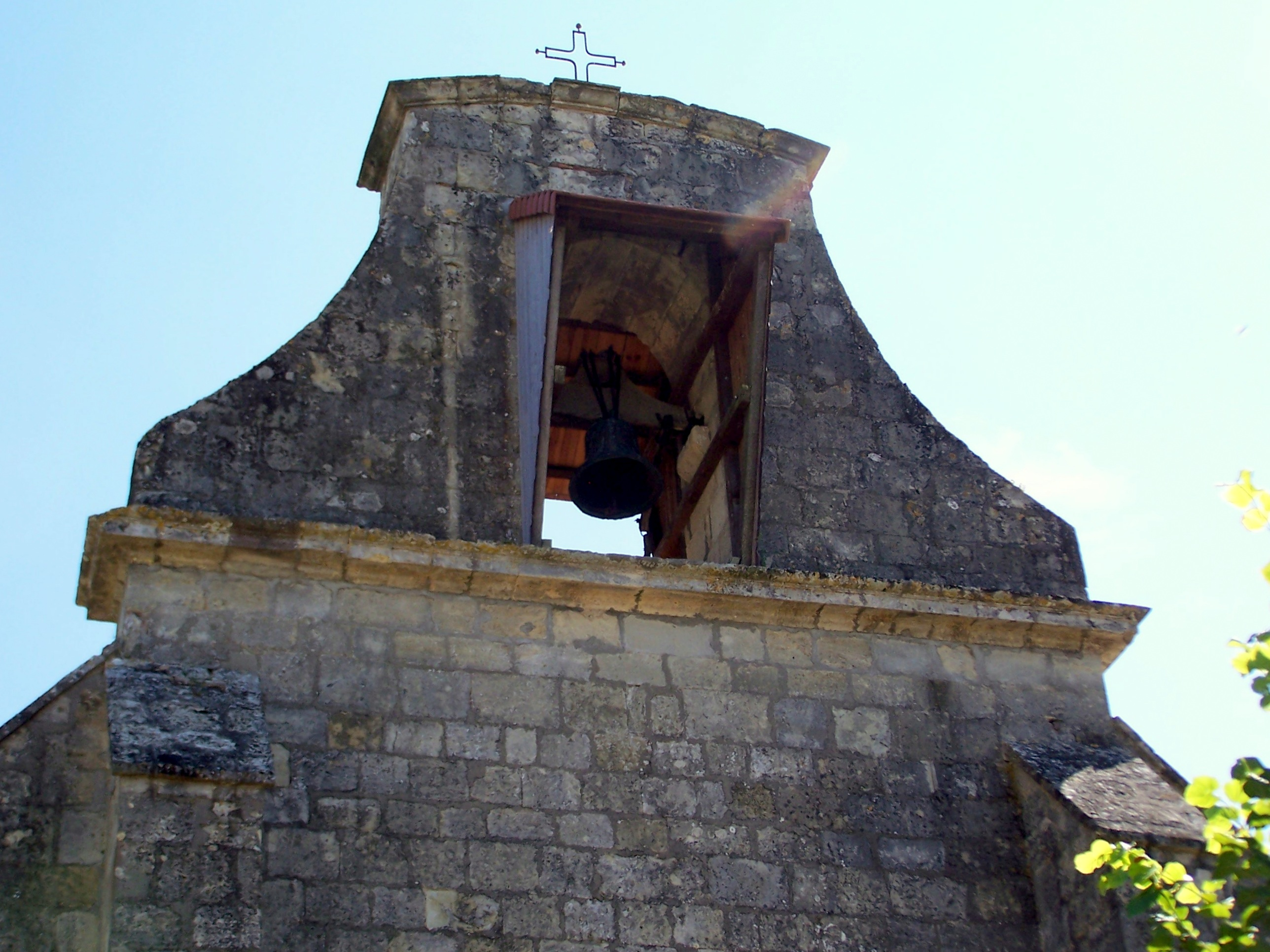
Le clocher-mur (sept. 2014).
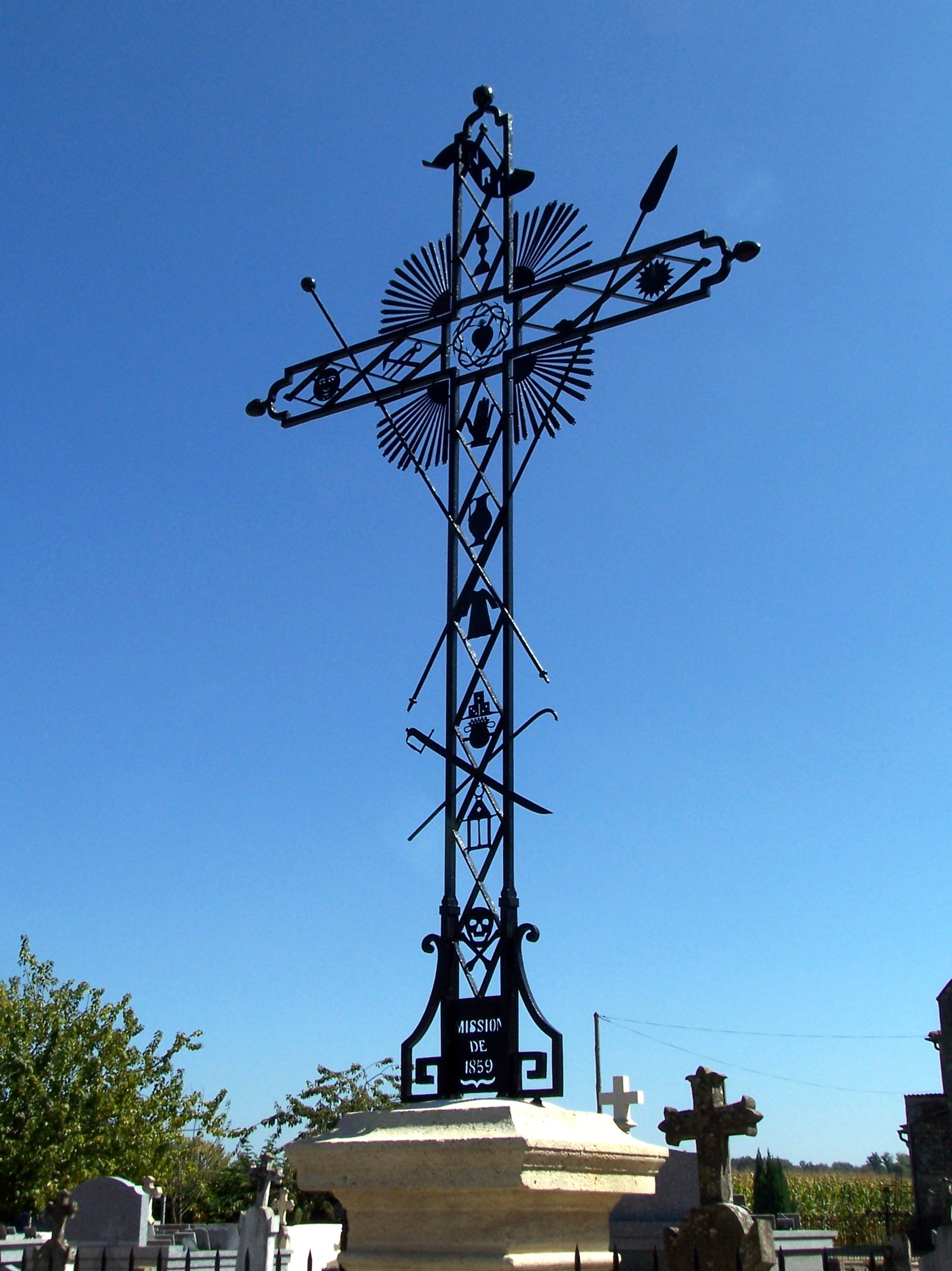
Croix de mission de 1859 à l'entrée du cimetière (sept. 2014).
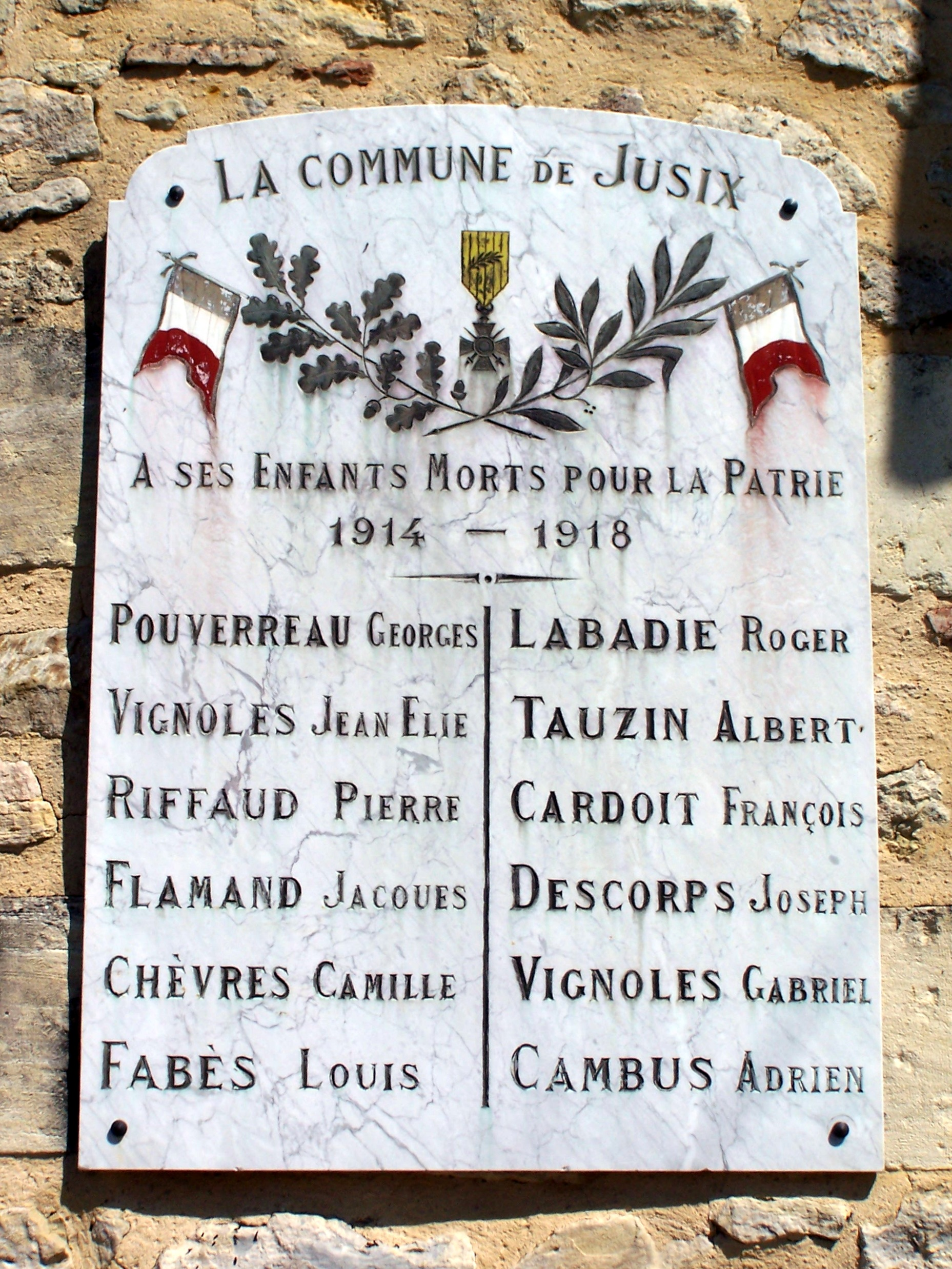
La stèle aux morts sur la façade de la mairie (sept. 2014).

### Héraldique
| Blason de Jusix | Blason  | Taillé, au premier de pourpre à un épi de maïs d'or en pal, au second d'or aussi à une feuille de tabac de sinople aussi en pal, à la rivière en champagne ondée d'azur, ombré d’argent, un rocher du dernier émergeant et portant l’inscription : « 1906, quand je t’ai vue… ». Devise / Cri« Quand je t’ai vue, j’ai pleuré, quand je te reverrai, je pleurerai » |
| Blason de Jusix | Détails | Créé en 1990 par Serge Hubert. |